# إديث إيلا بالدوين
إديث إيلا بالدوين (بالإنجليزية: Edith Ella Baldwin)‏ هي رسامة أمريكية، ولدت في 1848 في ورسستر في الولايات المتحدة، وتوفيت في 1920.